# George Epoch
George G. Epoch est un prêtre canadien, membre de la Compagnie de Jésus. De 1971 à 1983, Epoch a maltraité plus de 120 enfants dans des réserves des Premières Nations en Ontario, au Canada.

## Biographie
Né en 1920, George Epoch commence ses études jésuites à Guelph en Ontario au Canada en 1938. Il est ordonné prêtre jésuite le 22 juin 1952 par le cardinal James Charles McGuigan. Il a travaillé dans les communautés autochtones des réserves de Saugeen et de Cape Croker entre 1969 et 1983. Puis il est transféré à la mission Sainte-Croix à Wikwemikong ,.
Selon le rapport Kaufman du ministère de la Justice de la Nouvelle-Écosse, publié en 2002, George Epoch a abusé sexuellement de plusieurs enfants (filles et garçons) autochtones en Ontario. Les jésuites ont reconnu ces agressions et ont présenté des excuses publiques en 1992. Une entente à l’amiable avec des compensations financières a été actée avec plusieurs victimes du prêtre.
En 1998, George Epoch est au centre d'un recours collectif en Nouvelle-Écosse
,.
George Epoch meurt en 1986 en Ontario,.